# 1789 en arts plastiques
| Années des arts plastiques : 1786 - 1787 - 1788 - 1789 - 1790 - 1791 - 1792    |
| Décennies des arts plastiques : 1750 - 1760 - 1770 - 1780 - 1790 - 1800 - 1810 |

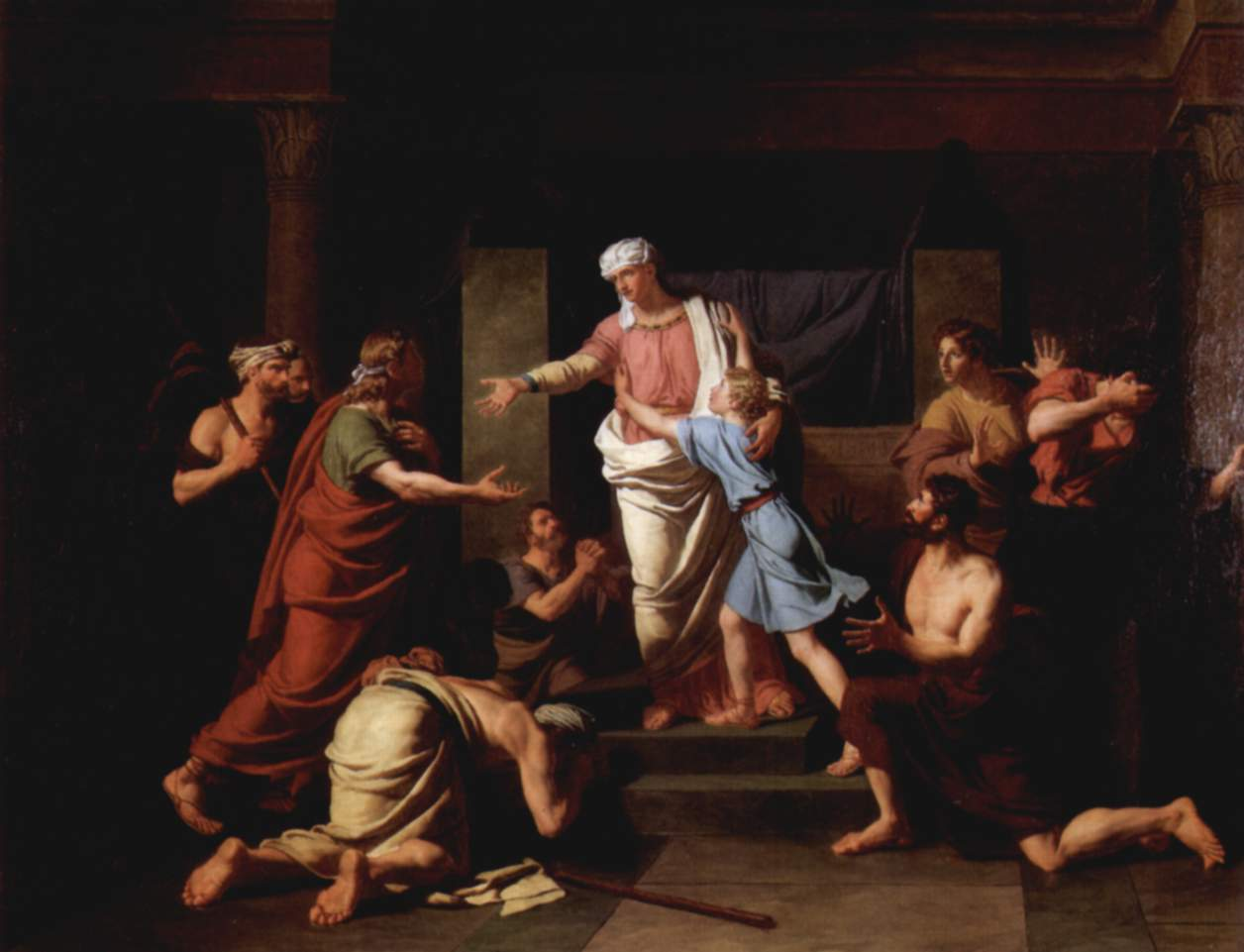
Joseph reconnu par ses frères, de Charles Thévenin, second prix de Rome 1789.

Cette page concerne l'année 1789 dans le domaine des arts plastiques.

## Événements
- Avril à Londres ouverture de l'exposition annuelle de la Royal Academy of Arts.
- Septembre à Paris, ouverture du Salon de peinture et de sculpture de 1789 au Louvre, dernier salon organisé par l'Académie royale de peinture et de sculpture. La manifestation est marquée par l'exposition du tableau de David, Les licteurs rapportent à Brutus les corps de ses fils.

## Œuvres
- Charles IV en rouge, huile sur toile de Francisco de Goya
- Les licteurs rapportent à Brutus les corps de ses fils, tableau de Jacques-Louis David.

## Naissances
- 3 janvier : Carl Gustav Carus, médecin et peintre allemand († 28 juillet 1869),
- 31 janvier : John Gendall, peintre, aquarelliste et lithographe britannique († 1er mars 1865),
- 17 avril : Jean Bein, graveur français († 25 mars 1857),
- 28 avril : Pierre-Joseph Dedreux-Dorcy, peintre français († 9 octobre 1874),
- 30 juin : Horace Vernet, peintre français, membre de l'Institut († 17 janvier 1863),
- 3 juillet : Johann Friedrich Overbeck, peintre allemand († 12 novembre 1869),
- 19 juillet : John Martin, peintre britannique († 17 février 1854),
- 22 juillet : Jean-Charles Langlois, militaire et peintre français († 23 mars 1870),
- 5 août : Auguste Vinchon, peintre français († 16 août 1855),
- 6 août : Sebastiano Santi, peintre italien († 18 avril 1866),
- 16 août : Pierre-Roch Vigneron, graveur et peintre français († 12 octobre 1872),
- ? :
  - Auguste Hüssener, graveuse et peintre allemande († 13 février 1877),
  - Jean-Marie Jacomin, peintre français († 6 mai 1858),
  - Edme-François Daubigny, peintre français († 14 mars 1843),
  - Jean-Sébastien Rouillard, peintre français († 1852),
  - Victorine-Angélique-Amélie Rumilly, peintre française († 1849),
  - Pierre-Théodore Suau, peintre d’histoire français († 1856).

## Décès
- 18 avril : Étienne Moulinneuf, peintre français (° 30 décembre 1706),
- 9 mai : Giuseppe Bonito, peintre rococo italien (° 11 janvier 1707),
- 15 mai : Jean-Baptiste Marie Pierre, peintre, graveur, dessinateur et administrateur français (° 6 mars 1714),
- 3 décembre : Claude Joseph Vernet, peintre  paysagiste français (° 14 août 1714).